# Aeroportul Whangarei
Aeroportul Whangarei (IATA: WRE, ICAO: NZWR) este un aeroport din Northland, Noua Zeelandă ce deservește zona Whangārei⁠(d).
Situat la o altitudine de 41 m, aeroportul dispune de o singură pistă.